# Aeroporto di Lamezia Terme
Luchthaven Lamezia Terme (Italiaans: Aeroporto di Lamezia Terme) is een luchthaven in de Italiaanse stad Lamezia Terme. Het is een van de belangrijkste luchthavens in de regio Calabrië, met name toeristen die Calabrië willen bezoeken komen aan in Lamezia Terme. Op de luchthaven vliegen veelal prijsvechters, zoals Ryanair en easyJet.

## Fotogalerij

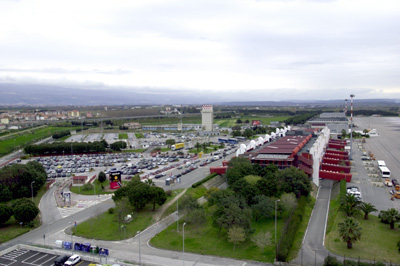
Overzicht over de luchthaven
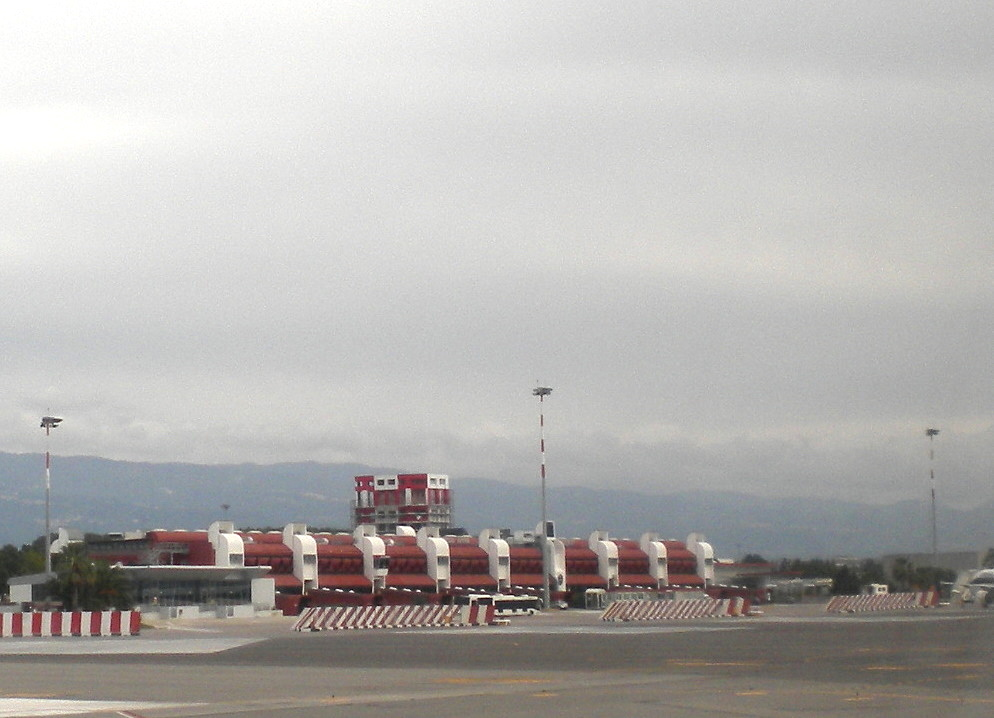
Terminalgebouw
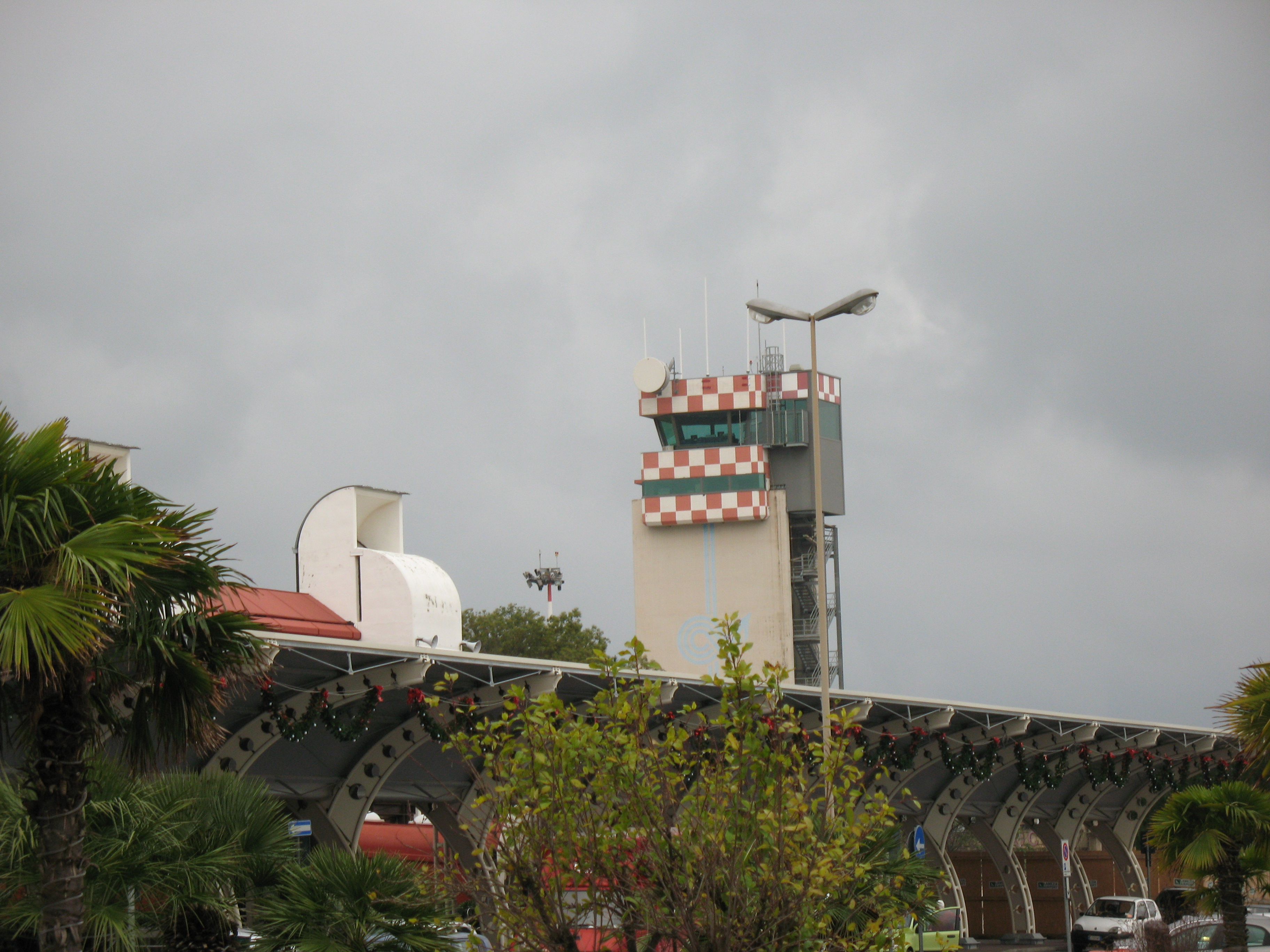
Verkeerstoren
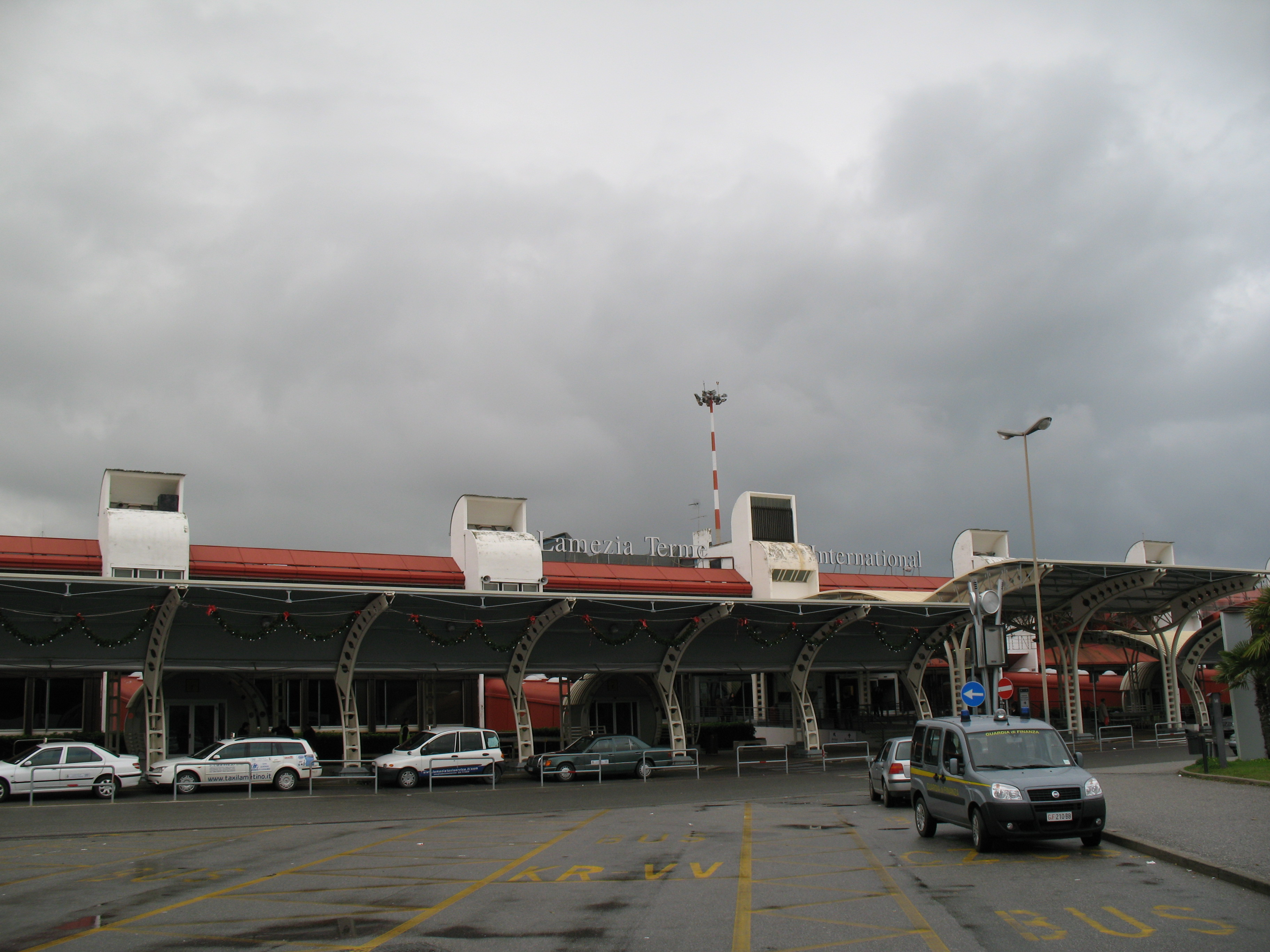
Voorkant luchthavengebouw